# Arris International
Arris International Limited (ARRIS Group)  — американська компанія з виробництва телекомунікаційного обладнання, яка займається розробкою систем передачі даних, відео та телефонії для дому та бізнесу.
4 квітня 2019 року компанію Arris придбав постачальник мережевої інфраструктури CommScope.

## Історія
Компанія, що спочатку називалася Arris Interactive, була заснована 1995 року в Англії та Уельсі як спільне підприємство Nortel Networks і ANTEC Corporation.
2001 року, після того як Antec викупив частку Nortel, компанія була перейменована в Arris Inc, з виконавчим офісом в Сувоні, штат Джорджія, США.
8 листопада 2018 року компанія CommScope оголосила про угоду з придбання Arris за 7,4 мільярда доларів. Угода була завершена 4 квітня 2019 року.
У рамках цієї транзакції CommScope також придбала Ruckus Networks разом з комутаторами ICX, що Arris перед тим придбала у Broadcom, а Arris і Ruckus стали брендами CommScope.
Колишній генеральний директор Arris Брюс Макклелланд (англ. Bruce McClelland) взяв на себе роль головного операційного директора CommScope.

## Продукти
Arris відома своїми кабельними модемами для передавання даних мережами кабельного телебачення (CATV) за технологією DOCSIS.
Зокрема, український провайдер «Воля-кабель» використовує модеми Arris CM820.